# Òmicron
|  | No s'ha de confondre amb Variant Òmicron del SARS-CoV-2. |

Òmicron (majúscula Ο, minúscula ο, literalment 'o petita') és la quinzena lletra de l'alfabet grec. Té un valor numèric de 70.
A causa de la seva similitud amb la «o» llatina, l'òmicron rarament es fa servir com a símbol matemàtic independent. Tanmateix, les notacions d'O gran i o petita tenen el seu origen en la lletra òmicron.

## En la cultura popular
- L'òmicron s'utilitza sovint per designar la tretzena estrella en un grup de constel·lacions, usant una combinació de magnitud i posició.[1]
- El 26 de novembre de 2021, l'Organització Mundial de la Salut[2] declara formalment la seua preocupació per una nova variant de COVID-19 i l'anomena Òmicron. Amb 30 mutacions, aquesta variant B.1.1.529, seqüenciada per primera volta el 24 de novembre de 2021, preocupa la comunitat científica i fa caure els valors de les borses de tot el món.